# Same Time, Next Year
Same Time, Next Year is een Amerikaanse filmkomedie uit 1978 onder regie van Robert Mulligan. Het scenario is gebaseerd op het gelijknamige toneelstuk uit 1975 van de Canadese auteur Bernard Slade.

## Verhaal
Doris en George zijn een overspelig paar dat al 26 jaar elk jaar een weekeinde bij elkaar doorbrengt. Gedurende die kwart eeuw verandert de mentaliteit in de Amerikaanse samenleving aanzienlijk. De lichtgelovige huisvrouw ontwikkelt zich in die tijd tot een bevlogen feministe.

## Rolverdeling
| Acteur           | Personage     |
| ---------------- | ------------- |
| Ellen Burstyn    | Doris         |
| Alan Alda        | George Peters |
| Ivan Bonar       | Chalmers      |
| Bernie Kuby      | Ober          |
| Cosmo Sardo      | Ober          |
| David Northcutt  | Piloot        |
| William Cantrell | Piloot        |

## Prijzen en nominaties
| Jaar | Prijs  | Categorie               | Genomineerde(n)                              | Uitslag     |
| ---- | ------ | ----------------------- | -------------------------------------------- | ----------- |
| 1978 | Oscars | Beste actrice           | Ellen Burstyn                                | Genomineerd |
| 1978 | Oscars | Beste camerawerk        | Robert Surtees                               | Genomineerd |
| 1978 | Oscars | Beste bewerkte scenario | Bernard Slade                                | Genomineerd |
| 1978 | Oscars | Beste originele nummer  | Marvin Hamlisch Alan Bergman Marilyn Bergman | Genomineerd |